# Schultheisz Emil (jogász)
Schultheisz Emil (Miskolc, 1899. december 1. – Siófok, 1983. augusztus 9.) magyar jogász professzor.

## Tanulmányai
Egyetemi tanulmányait Pozsonyban és Budapesten végezte. 1922-ben szerzett jogi doktorátust.

## Szakmai tevékenysége
Kezdetben a katonai jogszolgáltatásban tevékenykedett, ahol főleg az elméleti munkássága volt kiemelkedő. 1937-től a Debreceni Egyetem magántanára lett. 1940-ben rövid időre szakított a katonai jogszolgáltatással, de már 1945-ben visszatért és hadbíró lett. 1947-től a Debreceni Tudományegyetem egyetemi tanára volt. 1949-ben tanszékvezető lett a Szegedi Tudományegyetem Büntetőjogi tanszékén. E mellett 1951-től a Kari Tudományos Bizottság elnöke, valamint a Jogtudományi Közlöny szerkesztőbizottságának tagja, majd 1956 végétől 1957 elejéig a Jogtudományi Kar dékánja volt.

## Kutatási területe
Legfobb kutatási területe az anyagi büntetőjog általános része volt, amin belül jelentősek a jogtárgyról, a bűncselekmény fogalmáról, az alkalmatlan kísérletről és a látszólagos halmazatról megjelent munkái. Nagyon jelentős a nemi erkölcs elleni bűncselekményekről írt monográfiája. 1954 és 1961 között részt vett a Btk. kodifikációban és nevéhez fűződik az 1948-as katonai Btk. tervezet.

## Kötetei
- A katonai büntetőtörvény magyarázata. Budapest; 1931, 1934, 1936, 1942. 419 p.
- A bűncselekmény tana. Debrecen, 1948. 146 p.
- A büntetés kiszabása. Budapest; 1953. 80 p.
- A nemi erkölcs elleni bűntettek de lege lata. Budapest. 1966. 331 p.

## Szakcikkei
- A bűncselekmény elkövetésére irányuló katonai parancs. ld. Angyal Pál Emlékkönyv. Budapest, 1933.
- A jogtárgy. Szeged, 1938.
- Az alkalmatlan kísérlet. Miskolc, 1942.
- Ein neues Verbrechensmerkmal. ld. Schweizerische Z. für Strafrecht 1949.
- Néhány új szempont a büntetőjogban. ld. Szegedi Tudományegyetem Állam- és Jogtudományi Kar Évkönyve. Budapest. 1953.
- A büntetőjogi kodifikáció elvi kérdései. ld. Társ.Törttud.Oszt.Közl. 1955.
- A látszólagos halmazat. ld. AJurPolSze 1956.
- Az új büntetőtörvénykönyv tervezetének általános részéről. ld. Jogtudományi Közlöny 1960.
- Az új büntetőtörvénykönyv tervezetének különös részéről. ld. Jogtudományi Közlöny, 1961.

## Kitüntetés
- Magyar Köztársasági érdemrend tiszti keresztje (1947).[2]